# Libitina
Libitina (ou Libitine) est la déesse romaine des funérailles. On ne connaît aucune légende où elle apparaît, on sait juste qu'elle veillait au bon déroulement des funérailles. Elle a parfois été confondue avec Vénus (à cause de la ressemblance entre libitina et libido mais aussi du fait que, à Rome, un temple de Vénus soit accolé au bois de libitina) ou encore à Proserpine (ancienne déesse de la germination, devenue reine du royaume des morts).

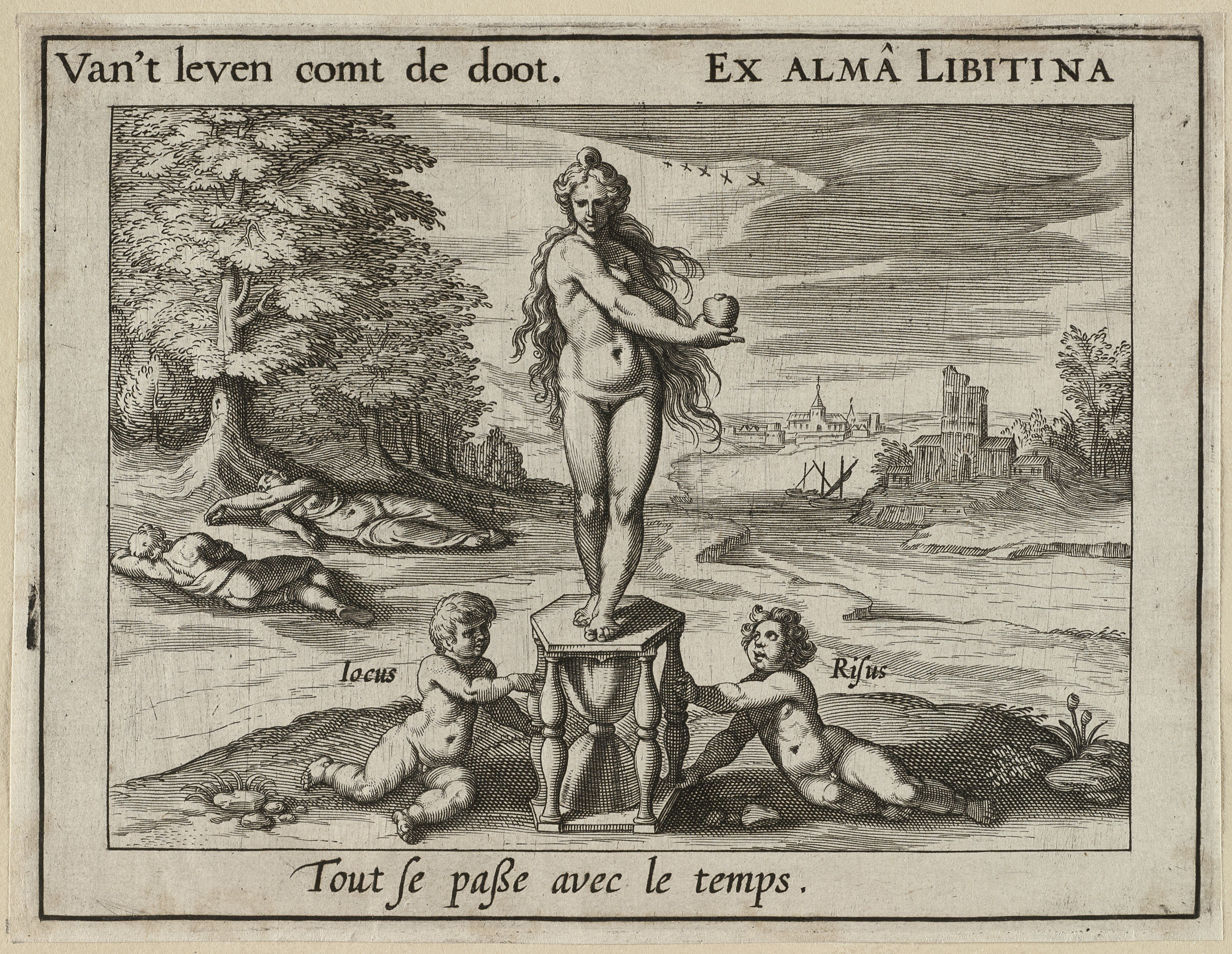
Tour de passe avec le temps, Alma Libitina, Emblèmes d'amour, Amsterdam 1611.

Selon Plutarque, c'est Numa Pompilius qui aurait introduit le culte de Libitina chez les Romains. Chez les poètes, elle est synonyme de la mort :
- Horace III:30.
- Agrippa d'Aubigné, Les Tragiques, Les Fers, v. 861-864 :

Libitine marque de ses couleurs son siège
Comme le sang des faons rouille les dents du piège
Ces lits, pièges fumans, non pas lits, mais tombeaux
Où l’Amour et la Mort troquèrent de flambeaux.

## Divers
- Dans les amphithéâtres romains, il y avait deux portes sur l'arène : la porta triumphalis empruntée par les gladiateurs lors de la parade en début de journée et par les vainqueurs (il semble qu'ils utilisent plutôt de petites portes à côté de cette porte triomphale) et la porta libitinensis (ces deux dénominations apparaissant dans les guides touristiques modernes mais n'existant pas dans les sources antiques) pour les mortellement blessés emmenés au spoliarium[1].
- Lors de l'Antiquité, près des temples romains, il y avait les entrepreneurs de pompes funèbres qui avaient pris le nom de la déesse : les libitinarii.
- Un astéroïde est nommé : (2546) Libitina
- On trouve parfois l'Arcane XIII du tarot de Marseille sous la désignation de Libitine ou Lybitine. Il faut alors lire cette appellation comme un surnom plus qu'un nom, le propre de cette carte étant de ne pas avoir de nom.
- Le jeu vidéo "Doki Doki Literature Club !" a nommé un personnage "Libitina". C'est un personnage secret, qui semble n'avoir aucun lien avec le jeu de base, dont on ne peut découvrir l'existence qu'en fouillant les fichiers du jeu. Selon la description qui nous en est donnée, Libitina semble posséder des pouvoirs et aurait ouvert son troisième œil. Elle semble liée de près aux rôles attribués à la déesse romaine Libitina, tel qu'un pouvoir en relation avec la mort. Des informations sur ce personnage sont disponibles sur le site projectlibitina.com .